# René Strehler
René Strehler, nascido em 13 de abril de 1934 em Affoltern am Albis no cantão de Zurique, é um antigo ciclista profissional suíço de 1955 a 1962.

## Equipas sucessivas
Durante os anos 1950 a 1970, os corredores profissionais suíços tinham a autorização de pertencer a várias equipas, o uma estabelecida na Suíça para participar às corridas nacionais, e as demais, estabelecidas ao estrangeiro, para participar às provas do calendário internacional.
- 1955 : Condor
- 1955 : Allegro
- 1955 : Van Hauwaert - Maes
- 1956 : Allegro
- 1956 : Faema - Guerra
- 1957 : Tebag
- 1957 : Faema - Guerra
- 1958 : Mondia - Ignis
- 1958 : Molteni
- 1958 : Faema - Guerra
- 1959 : Mondia
- 1960 : Flandria - Wiel's
- 1961 : Allegro - Fynsec
- 1961 : Helyett - Fynsec - Hutchinson
- 1961 : Blanchard Pochat Alpal
- 1962 : Individual

### Palmarés e resultados Palmarés em estrada
- 1953
  -  Campeão da Suíça em estrada aficionada
- 1955
  - Volta à Romandia
    - Classificação geral
      - 1.ª e 3.ª etapas

    - 6. ª etapa da Volta à Suíça

  - 7.º do Campeonato de Zurique
- 1956
  -     - 2. ª etapa da Volta à Romandia
    - 1.ª, 3.ª e 8.ª etapas da Volta à Suíça

  - 3.º da Volta à Romandia
  - 7.º da Volta à Suíça
- 1957
  - 5.º do campeonato de Zurich
  - 10.º da Volta à Romandia
- 1958
  - 10.º de Milão-Sanremo
- 1960
  -  Campeão da Suíça em estrada
  - Berna Genebra
  - Volta do Noroeste da Suíça
  - 3.º da Volta à Suíça
- 1961
  - 9.º do Campeonato de Zurique

### Resultados nas Grandes Voltas
Tour de France
- 1960 : 37.º

Giro d'Italia
- 1957 : abandono

### Palmarés em pista

#### Campeonatos mundiais
- Milão 1955
  -  Medalha de prata da perseguição

#### Campeonato da Suíça
- 1952
  -  Campeão da Suíça de perseguição por equipas aficionadas (com Peter Tiefenthaler, Edy Vontobel)
- 1953
  -  Campeão da Suíça de perseguição aficionada
- 1954
  -  Campeão da Suíça de perseguição aficionada
- 1955
  -  Campeão da Suíça de perseguição
- 1956
  -  Campeão da Suíça de perseguição
- 1957
  -  Campeão da Suíça de perseguição